# Emilianów Duży
Emilianów Duży – część wsi Nowa Olszówka w Polsce, położona w województwie świętokrzyskim, w powiecie jędrzejowskim, w gminie Wodzisław. 
W latach 1975–1998 Emilianów Duży należał administracyjnie do województwa kieleckiego.